# Amandine Bourgeois
Amandine Bourgeois (ur. 12 czerwca 1979 w Angoulême) – francuska piosenkarka.

## Kariera
W wieku siedmiu lat pod okiem ojca, który był basistą, zaczęła uczyć się solfeżu. Mając dziewięć lat, rozpoczęła naukę na flecie poprzecznym. W wieku 16 lat założyła rockowy zespół muzyczny, z którym zdobywała pierwsze doświadczenia sceniczne.
Po studiach hotelarskich pracowała jako kelnerka w luksusowych hotelach w Anglii i Baleary, chcąc w przyszłości zostać lokajem i menedżerem. W wieku 22 lat powróciła do Tournefeuille, gdzie postanowiła zająć się muzyką.
Po powrocie występowała na małych scenach między Albi, Gaillac i Tuluza, z zespołem pop-rockowym Tess oraz folk-soulowym Zia. W 2003 współpracowała z Hélène Rollès przy realizacji jej albumu pt. Tourner la page nagrywanym w Tuluzie. W 2005 wystąpiła w musicalu Le Casting oraz w operze rockowej The Wall w reżyserii Gilles’a Ramade.
W 2008 została laureatką szóstej edycji programu Nouvelle Star, dzięki czemu podpisała kontrakt z wytwórnią Sony Music. Latem zaśpiewała na festiwalu organizowanym przez stację France 2 i uczestniczyła w wakacyjnej trasie koncertowej organizowanej przez program Nouvelle Star i radio NRJ.

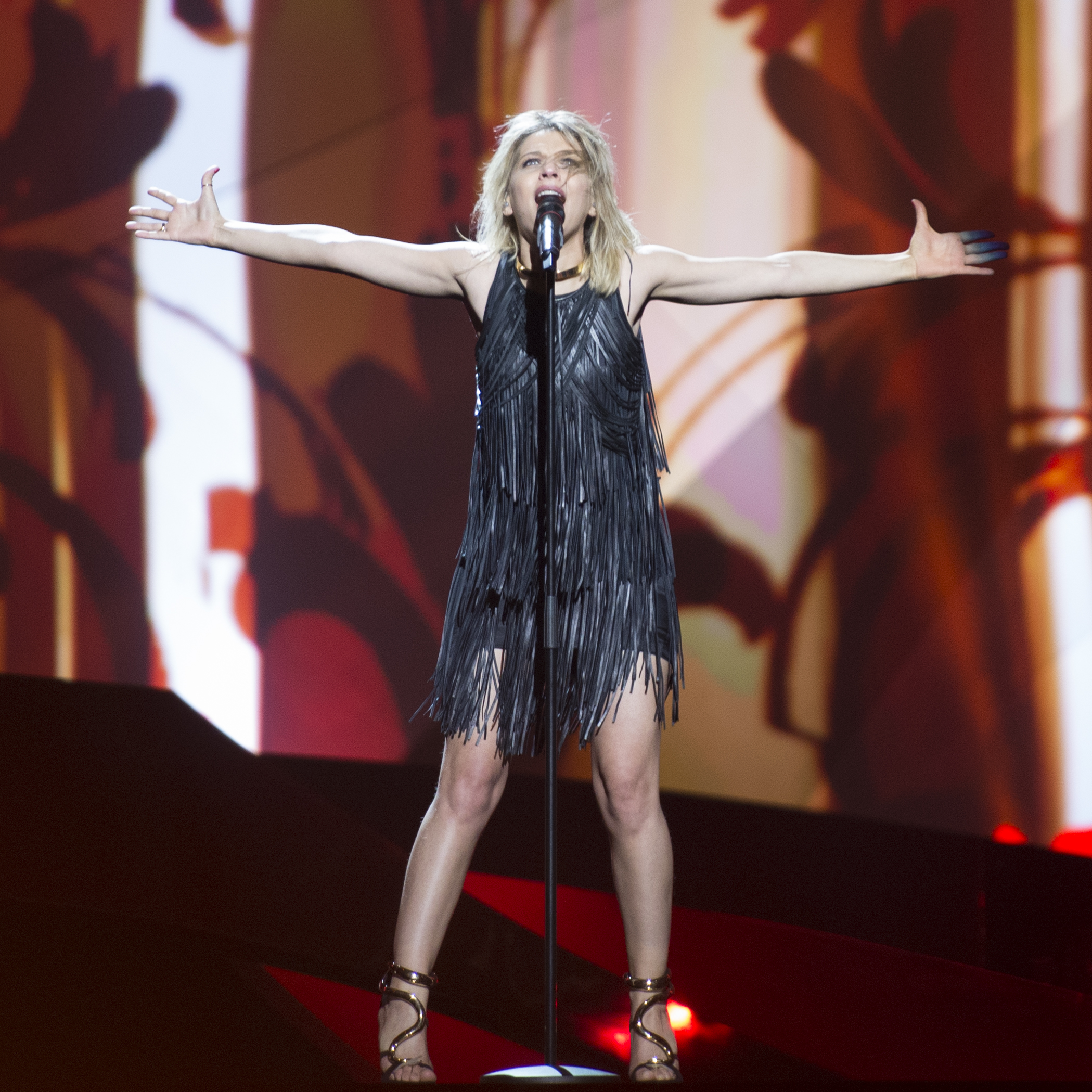
Amandine Bourgeois podczas prób do finału 58. Konkursu Piosenki Eurowizji w Malmö (2013)

W 2009 wydała debiutancki album studyjny pt. 20 m², który zyskał popularność we Francji, docierając do 5. miejsca najlepiej sprzedających się płyt, oraz w Belgii, gdzie zajął 8. miejsce na liście sprzedaży. We Francji album sprzedał się w nakładzie przekraczającym 60 tys. kopii i uzyskał certyfikat złotej płyty.
W marcu 2012 wydała drugi album studyjny pt. Sans amour mon amour, który jednak nie powtórzył sukcesu pierwszej płyty. Również w 2012 wzięła udział w projekcie Génération Goldman Michaela Goldmana, który wydał płytę z przebojami swojego ojca, znanego francuskiego (o polskich korzeniach) artysty Jean-Jacques’a Goldmana w wykonaniu młodych, popularnych we Francji wykonawców. Na płycie znalazła się piosenka „Au bout de mes rêves”, którą Amandine w ramach projektu nagrała w duecie z Emmanuelem Moire’em. Album okazał się sukcesem we Francji, sprzedając się w trzy miesiące w ponad 600 tys. egzemplarzy i przez dłuższy czas utrzymując się w pierwszej trójce najchętniej kupowanych albumów. Duży sukces płyta odniosła również w Szwajcarii i Belgii.
Na początku 2013 zmieniła wytwórnię płytową i podpisała umowę z Warner Music. 22 stycznia została ogłoszona przez telewizję France 3 reprezentantką Francji w 57. Konkursie Piosenki Eurowizji organizowanym w Malmö. 13 marca premierowo wykonała konkursowy utwór „L’enfer et moi”. 18 maja wystąpiła w finale konkursu, zajęła 23. miejsce z liczbą 14 punktów.
W maju 2014 wydała trzeci album studyjny pt. Au masculin. Na płycie znalazły się zinterpretowane przez nią utwory klasyków francuskich, których twórczość towarzyszyła jej przez całe życie.
We wrześniu 2018 wydała czwarty album studyjny pt. Omnia.

## Dyskografia
Albumy studyjne
| Rok                                                      | Dane dot. albumu                                                                                  | Najwyższe pozycje na listach | Najwyższe pozycje na listach | Najwyższe pozycje na listach | Certyfikat         | Sprzedaż       |
| Rok                                                      | Dane dot. albumu                                                                                  | FRA                          | BEL                          | SWI                          | Certyfikat         | Sprzedaż       |
| -------------------------------------------------------- | ------------------------------------------------------------------------------------------------- | ---------------------------- | ---------------------------- | ---------------------------- | ------------------ | -------------- |
| 2009                                                     | 20 m² - Wydany: 28 maja 2009 - Wydawca: Sony Music - Format: CD, digital download                 | 5                            | 8                            | 22                           | - FRA: złota płyta | - FRA: 60 000+ |
| 2012                                                     | Sans amour mon amour - Wydany: 19 marca 2012 - Wydawca: Sony Music - Format: CD, digital download | 44                           | 65                           | –                            |                    | - FRA: 5 000+  |
| 2014                                                     | Au masculin - Wydany: 5 maja 2014 - Wydawca: Warner Music - Format: CD, digital download          | 52                           | 58                           | –                            |                    | - FRA: 10 000+ |
| 2018                                                     | Omnia - Wydany: 21 września 2018 - Wydawca: Warner Music - Format: digital download               | –                            | –                            | –                            |                    |                |
| „–” oznacza, że płyta nie była notowana na danej liście. |                                                                                                   |                              |                              |                              |                    |                |

Single
| Rok                                                      | Tytuł                             | Najwyższe pozycje na listach | Najwyższe pozycje na listach | Album                |
| Rok                                                      | Tytuł                             | FRA                          | BEL                          | Album                |
| -------------------------------------------------------- | --------------------------------- | ---------------------------- | ---------------------------- | -------------------- |
| 2009                                                     | „L’homme de la situation”         | –                            | 17                           | 20 m²                |
| 2009                                                     | „Tant de moi”                     | –                            | –                            | 20 m²                |
| 2010                                                     | „Du temps”                        | –                            | –                            | 20 m²                |
| 2011                                                     | „Sans amour”                      | –                            | 13                           | Sans amour mon amour |
| 2012                                                     | „Incognito” (feat. Murray James)  | 161                          | –                            | Sans amour mon amour |
| 2012                                                     | „Envie d’un manque des problèmes” | –                            | 26                           | Sans amour mon amour |
| 2013                                                     | „L’enfer et moi”                  | –                            | –                            | –                    |
| 2014                                                     | „Ma gueule”                       | –                            | –                            | Au masculin          |
| 2014                                                     | „Alors on danse”                  | –                            | –                            | Au masculin          |
| „–” oznacza, że singel nie był notowany na danej liście. |                                   |                              |                              |                      |

Z gościnnym udziałem
| Rok  | Tytuł                                                                      | Album     |
| ---- | -------------------------------------------------------------------------- | --------- |
| 2011 | „Still Loving You – Je t’aime encore” (Scorpions feat. Amandine Bourgeois) | Comeblack |

Inne notowane utwory
| Rok  | Tytuł                                        | Najwyższa pozycja na liście | Album              |
| Rok  | Tytuł                                        | FRA                         | Album              |
| ---- | -------------------------------------------- | --------------------------- | ------------------ |
| 2012 | „Au bout de mes rêves” (oraz Emmanuel Moire) | 143                         | Génération Goldman |